# Victoria (cratère)
Pour les articles homonymes, voir Victoria.
Victoria est un cratère d'impact situé sur Mars, à 2.05°S et 5.50°W dans Meridiani Planum.
Il a été visité de 2006 (sol 951) à 2008 (sol 1630) par le rover Opportunity, du programme Mars Exploration Rover. Depuis son atterrissage en 2004 et jusqu'au 10 juin 2018, cet engin est piloté par les techniciens du Jet Propulsion Laboratory, situé à Passadena en Californie.
Large d'environ 750 m, soit environ huit fois la taille du cratère Endurance, précédemment exploré, son contour découpé, où alternent les « caps » et les « baies », constitue le paysage le plus spectaculaire jamais photographié à la surface de Mars. Sa profondeur est d'environ 75 mètres.

## Vues satellitaires
Le cratère a été photographié en détail par la caméra très haute résolution HiRise de la sonde américaine MRO, capable de déceler les traces des roues du rover (voir la figure ci-dessous). Une des images les plus spectaculaires du cratère a été prise le 18 juillet 2009,.

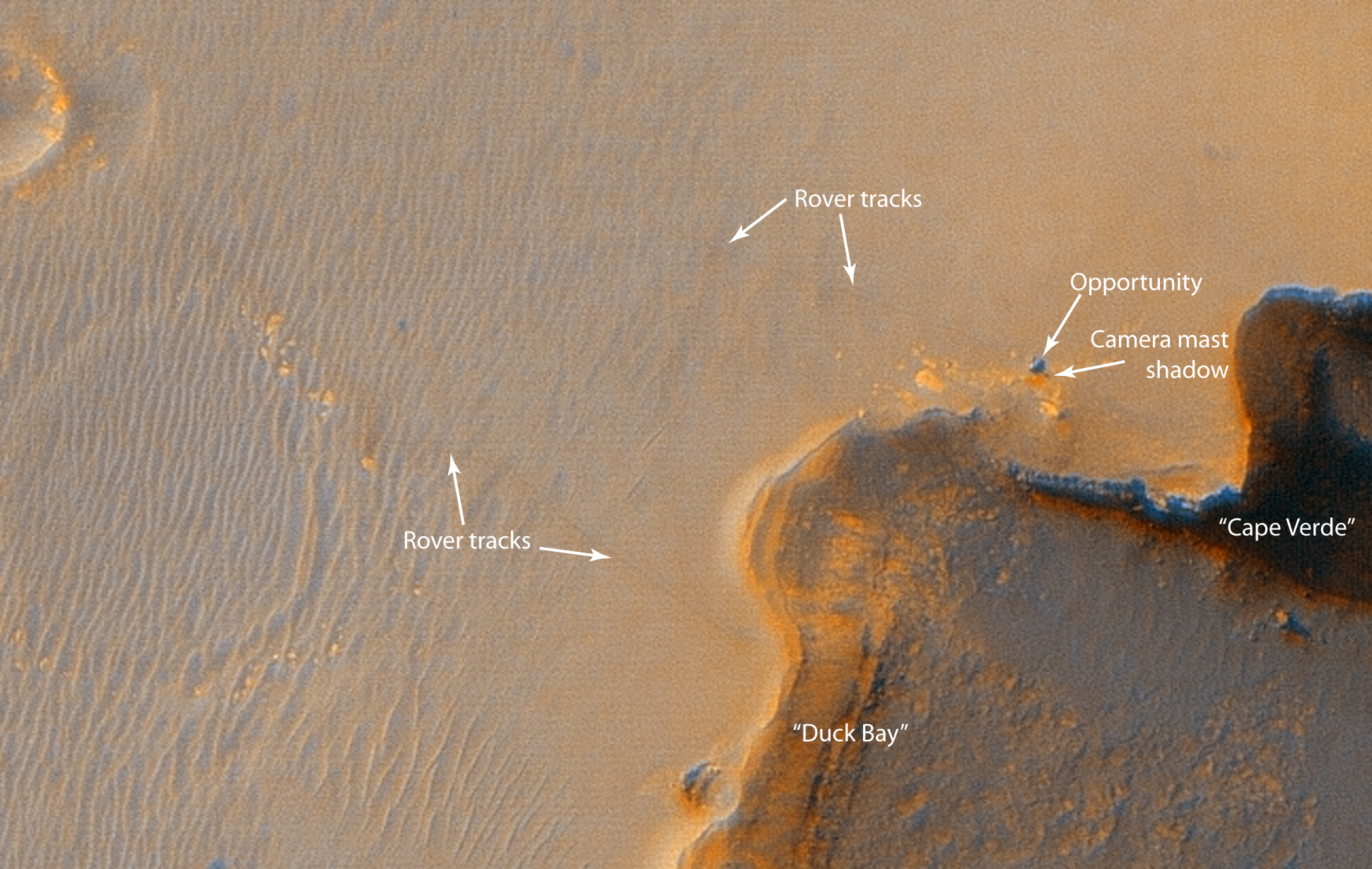
Le Mars Exploration Rover Opportunity photographié sur la bordure de Victoria par la sonde Mars Reconnaissance Orbiter (rover tracks : traces des roues du rover ; camera mast shadow : ombre du mât de la caméra)

## Exploration

### Autour du cratère (1)
L'étude du cratère ne faisait pas partie des objectifs d'Opportunity, lequel, selon ses concepteurs, ne devait pas pouvoir fonctionner plus de 90 sols sur la surface martienne. Or, près de treize ans après son arrivée, il est toujours en activité.
Le 26 septembre 2006, au 951e sol de son voyage (soit près de trois ans après s'être posé sur le sol martien), il atteint le cratère Victoria, situé à 8 km au sud de son point d'atterrissage. Y ayant accédé par Duck Bay, les techniciens du JPL lui font entreprendre une exploration de son périmètre par le nord. Pendant neuf mois, le rover envoie les images étonnantes des différents « caps » et « baies » visités : 
- le Cap vert[8], un promontoire d'environ 6 m de hauteur[9] ;
- le Cap Sainte Marie[10], un promontoire sur la bordure Ouest de Victoria, d'environ 15 m de hauteur[9] ;
- le Cabo Anonimo[11] ;
- le Cap Désir[12] ;
- le Cap de Bonne Espérance[13] ;
- la Vallée Sans-péril[14] ;
- le Cap Corrientes[15] ;
- le Cap Saint Vincent[16], un promontoire sur la bordure Nord de Victoria, d'environ 12 m de hauteur[9].

Outre les analyses géologiques, le rover a pour mission de repérer l'endroit le plus propice pour pénétrer à l'intérieur du cratère. Or aucune des baies qu'il visite ne lui apparaît moins pentue et/ou moins sablonneuse que celle qu'il a découvert le jour de son arrivée près de Victoria.

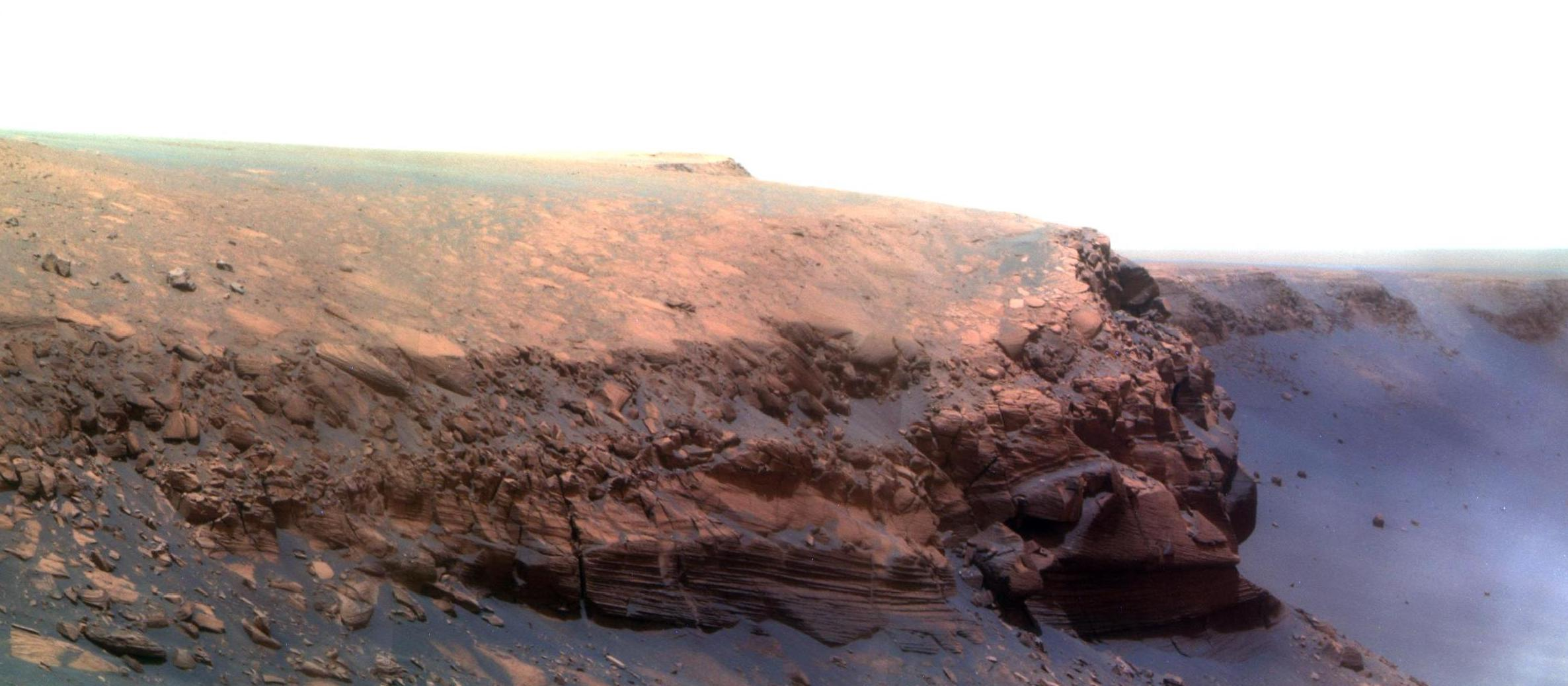
Le Cap Vert
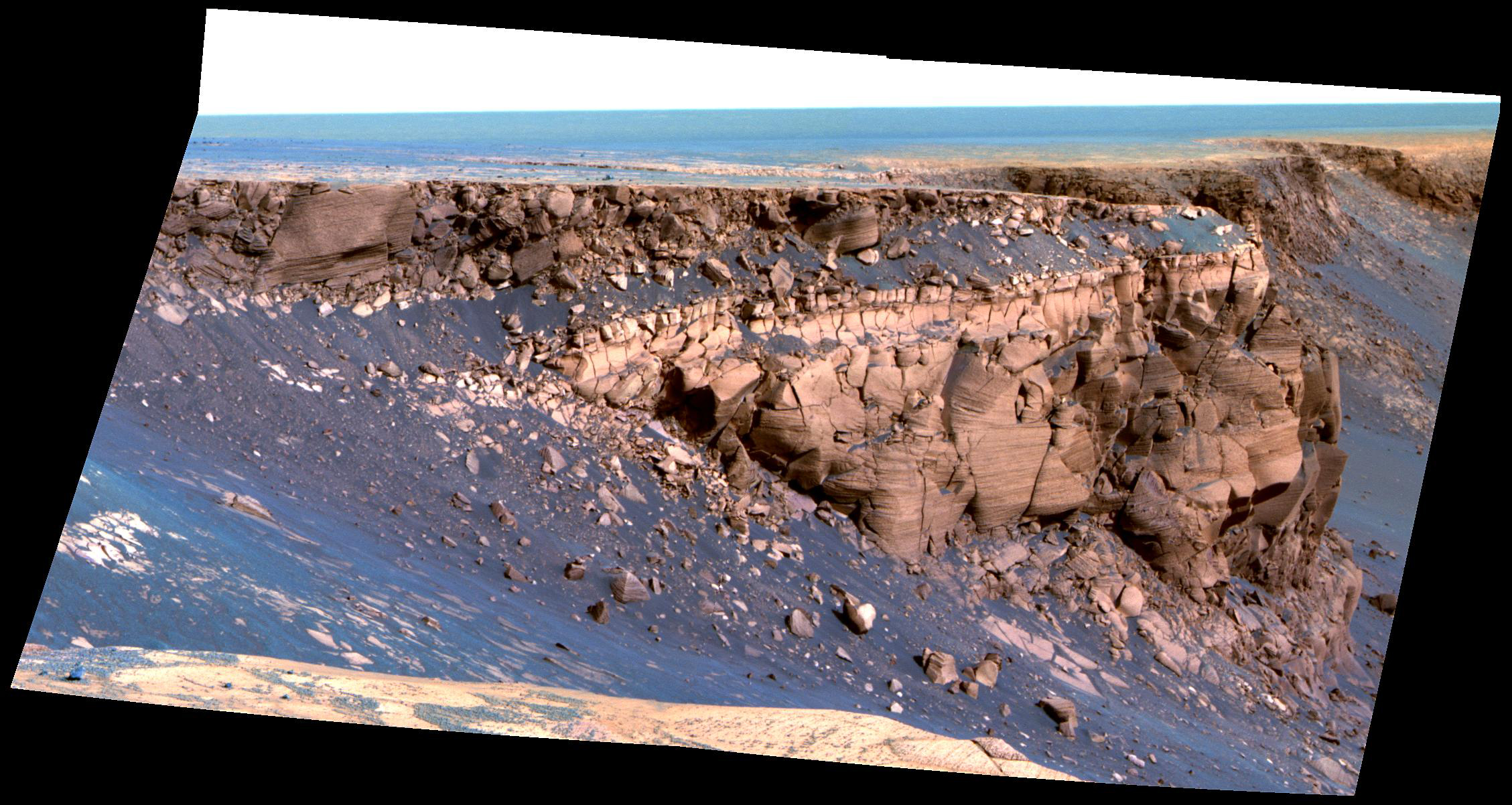
Le Cap Saint Vincent
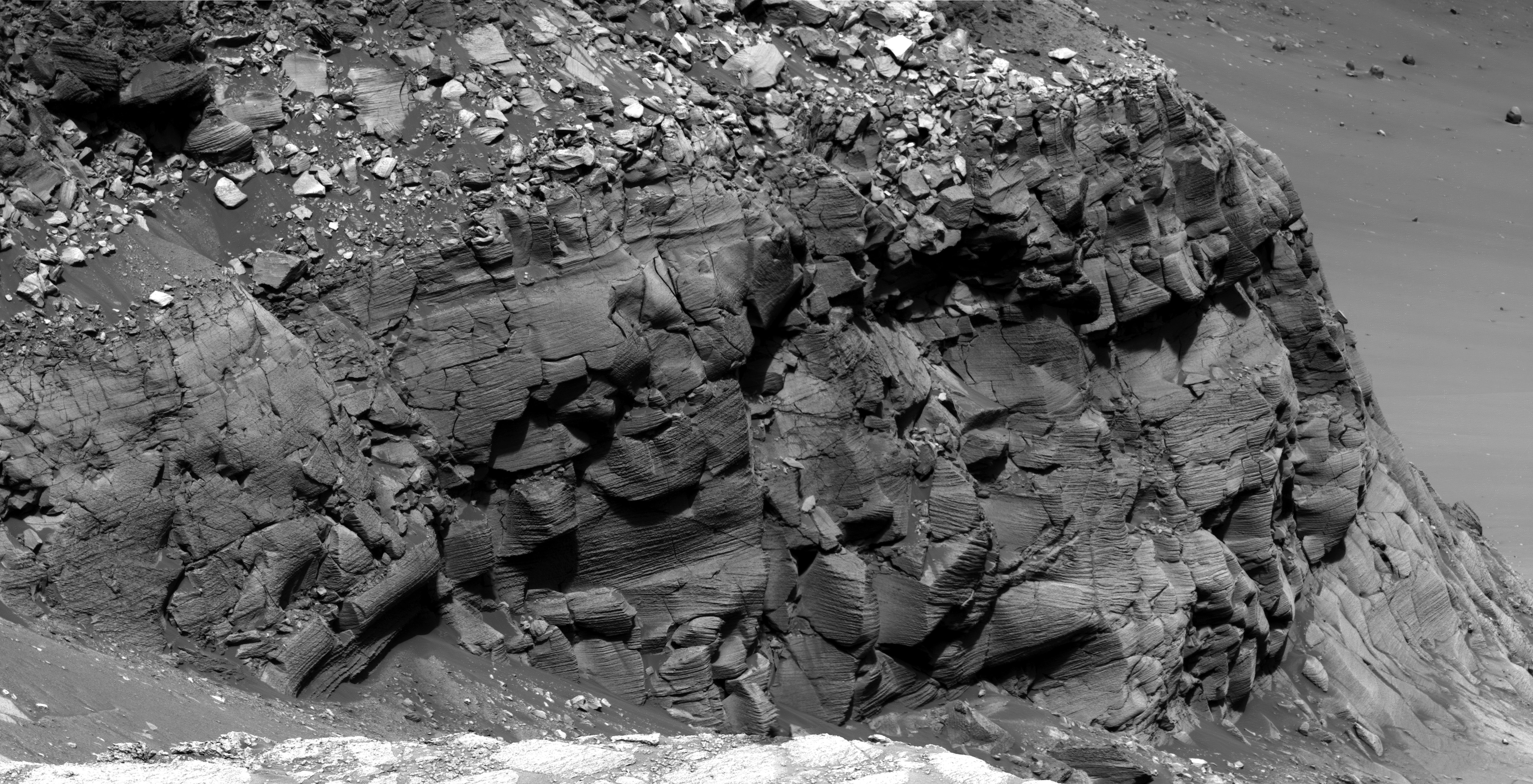
Le Cap Sainte-Marie

### Dans le cratère
En juin 2007, il est décidé de faire rebrousser chemin au rover, lequel revient à son point d'arrivée, Duck Bay : incliné à seulement 17 %, l'endroit offre en effet la pente la moins risquée pour entreprendre une descente à l'intérieur du cratère. Au terme d'une longue série de tests dont l'objectif est de prévoir les risques d'enlisement et d'y remédier, le rover pénètre dans le cratère le 14 septembre (sol 1293) pour une étude détaillée de ses parois. L'objectif est de réaliser le profil minéralogique et chimique des strates constituant les parois et de comparer les résultats obtenus avec ceux obtenus dans Endurance. Le rover réalise donc l'étude stratigraphique des couches affleurantes (« Steno », « Smith » et « Lyell ») et étudie à distance les roches « Jin » et « Gilbert A ». Les opérateurs du JPL tentent de le rapprocher au maximum de Cape Verde mais, pour des raisons de sécurité, ils le tiennent à une distance de 5 mètres. De même, ils le rapprochent d'une zone baptisée « Nevada » tout en conservant une distance de 2 mètres.

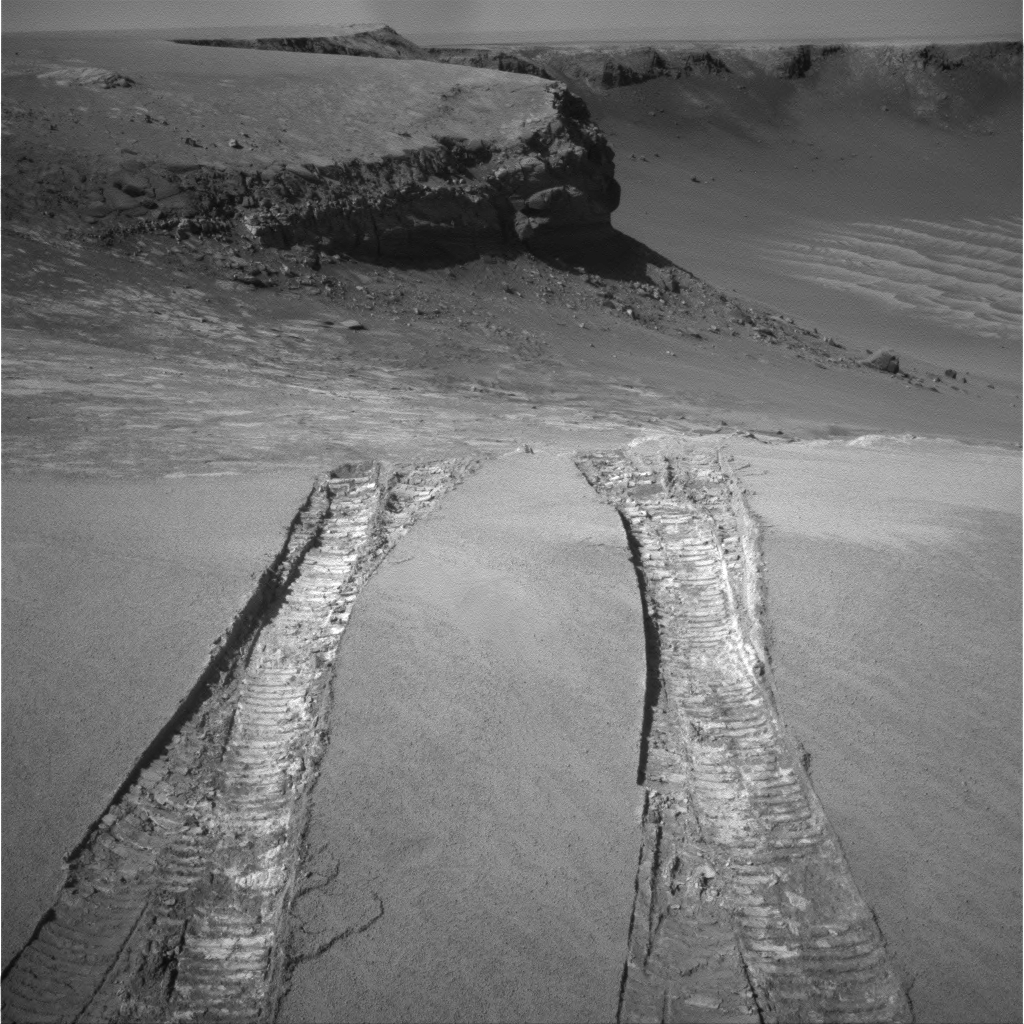
Les traces laissées par Opportunity sur les bords de la baie du Canard (Duck Bay) après son retrait du cratère, le 28 août 2008.

Les résultats scientifiques ne sont pas jugés extraordinaires car, comme le signale Olivier Poch, « au final [sic], les analyses chimiques des roches auscultées par les instruments d’Opportunity dans Victoria donnent des résultats proches de celles effectuées dans le cratère Endurance, à savoir une concentration en chlore qui augmente avec la profondeur et la détection de magnésium et de sulfates de calcium. La composition chimique, et donc l’histoire du sous-sol de Meridiani Planum semble donc être relativement homogène ».

Opportunity n'est pas conduit plus loin dans Victoria pour une autre raison : le sol devient de plus en plus meuble au fur et à mesure qu'il se rapproche du centre du cratère, il risque donc de s'enliser à tout moment. La décision est donc prise de l'en extraire. Le 28 août 2008 (sol 1634), Opportunity est retiré du cratère, n'y ayant parcouru que 252 mètres en un an (ce qui constitue la plus lente progression de tout son séjour sur la planète) et n'étant resté qu'à environ vingt mètres du rebord ouest.

### Autour du cratère (2)
Après être avoir été retiré du cratère, Opportunity ne reste plus qu'une dizaine de jours dans ses parages. Longeant les abords du Sud-Est (Cabo Frio, Cap Pilhar, Cape Victory, Cap Agulhas…), il en est éloigné le 8 octobre (sol 1679),. L'objectif qui lui a été assigné est le grand cratère Endeavour, situé à 12 km de là et qu'il atteindra trois ans plus tard, en août 2011 et près duquel il évolue toujours en 2016.